# Micaria palliditarsa
Micaria palliditarsa är en spindelart som beskrevs av Banks 1896. Micaria palliditarsa ingår i släktet Micaria och familjen plattbuksspindlar. Inga underarter finns listade i Catalogue of Life.